# 奈厄布拉勒河
奈厄布拉勒河（英語：Niobrara River，在奧馬哈語里意思是宽阔的河流）是密苏里河的一条支流，长约568-英里（914-），经过美国的怀俄明州和內布拉斯加州。奈厄布拉勒河流经北美大平原的最干旱的部分，使其的水流量远低于类似长度的河流。奈厄布拉勒的流域包括怀俄明州的东部，内布拉斯加州的北部以及南达科他州中南部的一小块。